# Kuraszewo (gmina Kleszczele)
Kuraszewo – wieś w Polsce położona w województwie podlaskim, w powiecie hajnowskim, w gminie Kleszczele.
W latach 1975–1998 miejscowość należała administracyjnie do województwa białostockiego.
Prawosławni mieszkańcy wsi należą do parafii Podwyższenia Krzyża Pańskiego w Werstoku, a wierni kościoła rzymskokatolickiego do parafii św. Zygmunta w Kleszczelach.